# Panula ordinans
Panula ordinans là một loài bướm đêm trong họ Erebidae.